# Marra (cognome)
Marra è un cognome di lingua italiana.

## Varianti
Della Marra, La Marra, Marracci, Marradi, Marradini, Marramao, Marranci, Marras, Marraudino, Marrazza, Marrazzi, Marrazzo, Marri, Marrina, Marrini, Marro, Scoccimarra.

## Origine e diffusione
Cognome tipicamente meridionale, è presente prevalentemente in Campania e Calabria.
Potrebbe derivare da un toponimo; marra in latino significa "rampone", rendendo quindi il cognome affine a Ramponi.
La variante Marrazzo copre il medesimo areale; Marracci, Marradi, Marranci e Marrini sono toscani.

## Persone
- Francesca Marra (1963) – regista italiana
- Giovanni Marra (1931-2018) – arcivescovo cattolico italiano
- Giulio Marra (1944) – critico letterario e accademico italiano
- Riccardo Marra (2000) - Musicista italiano